# Basílica de San Pedro (Aviñón)
La basílica [de] San Pedro de Aviñón (en francés: basilique Saint-Pierre d'Avignon) es una iglesia gótica en Aviñón  en la plaza de Saint-Pierre. Construida en el sitio de una primera construcción del siglo VII, su reconstrucción actual comenzó en 1358 y se finalizó en 1524.

## Historia
Según la tradición, un primer edificio fue construido en el siglo VII y fue devastado por los sarracenos. Sobre sus ruinas, Fulco II comenzó una reconstrucción (la primera mención en los textos de la iglesia de San Pedro data de este período).
Fue la generosidad del cardenal Pierre-des-Prés, en 1358, lo que permitió la construcción de edificaciones de los canónigos y del claustro, hoy desaparecido. El papa Inocencio VI la erige en colegiata.
En el siglo XV la nave fue ampliada y dotada con nuevas capillas. La plaza data de 1486, el campanario de 1495. La decoración de la fachada se inició en 1512.
Desde 1840 fue clasificado como monumento histórico. El 4 de mayo de 2012, el papa Benedicto XVI concedió a la iglesia de San Pedro el título de basílica menor.

## Arquitectura

### El campanario

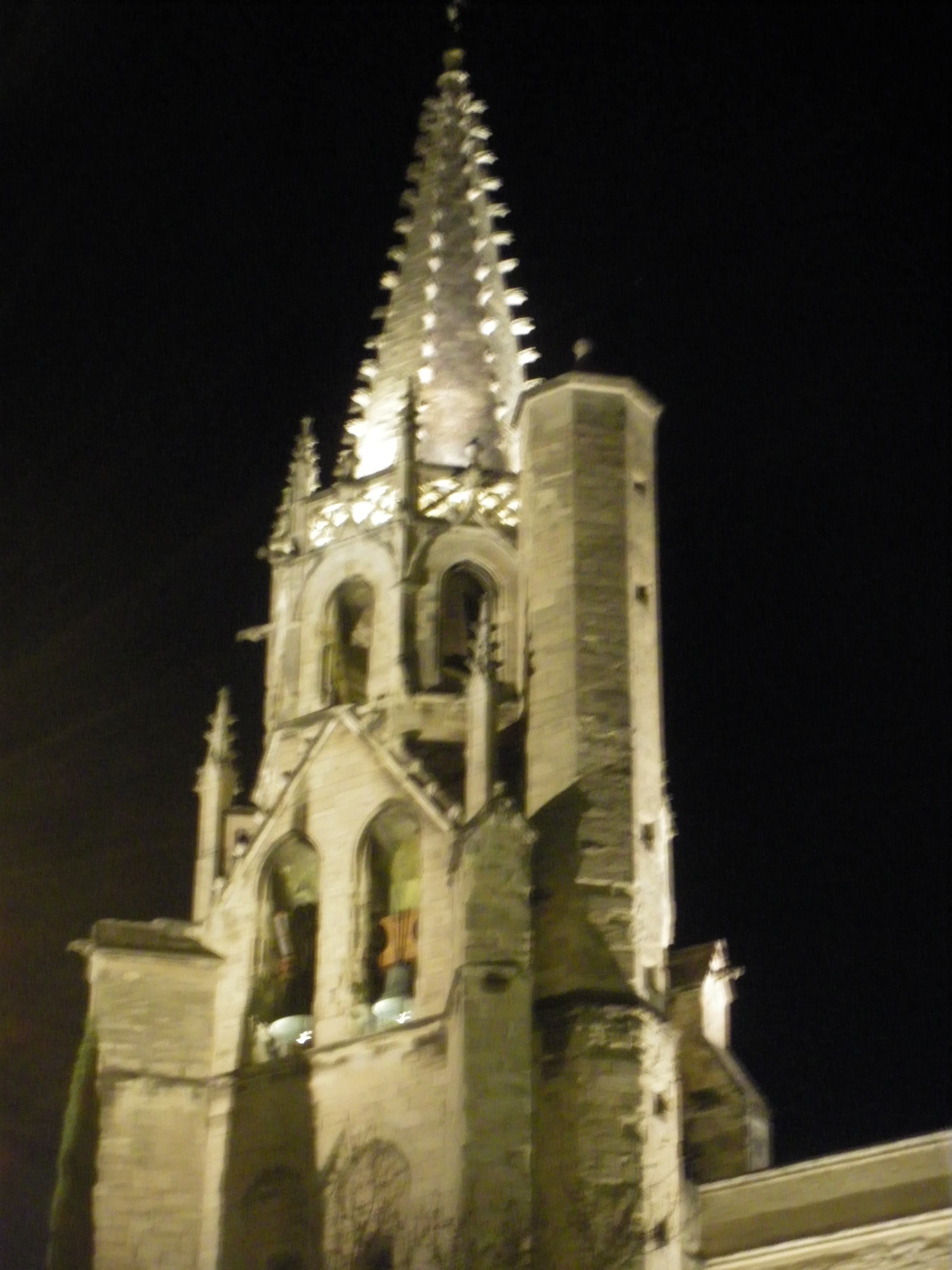
Campanario de la iglesia de San Pedro

Datado en 1495 por Jean-Baptise Lécuyer, sobre una planta de tipo  "avignonais", la torre es de planta cuadrada rematada por un tambor octogonal y por una flecha en crochet.

### La fachada
Acabada en 1524 según un estudio de Philippe Garcin, fue construida por Nicolas Gasc y Perrin Souquet. Esta fachada delgada está enmarcada por dos torres. Las puertas monumentales de madera maciza de nogal fueron talladas por Antoine Volard (1551) y están separadas por una Virgen con el Niño atribuida a Jean Péru.

### El interior

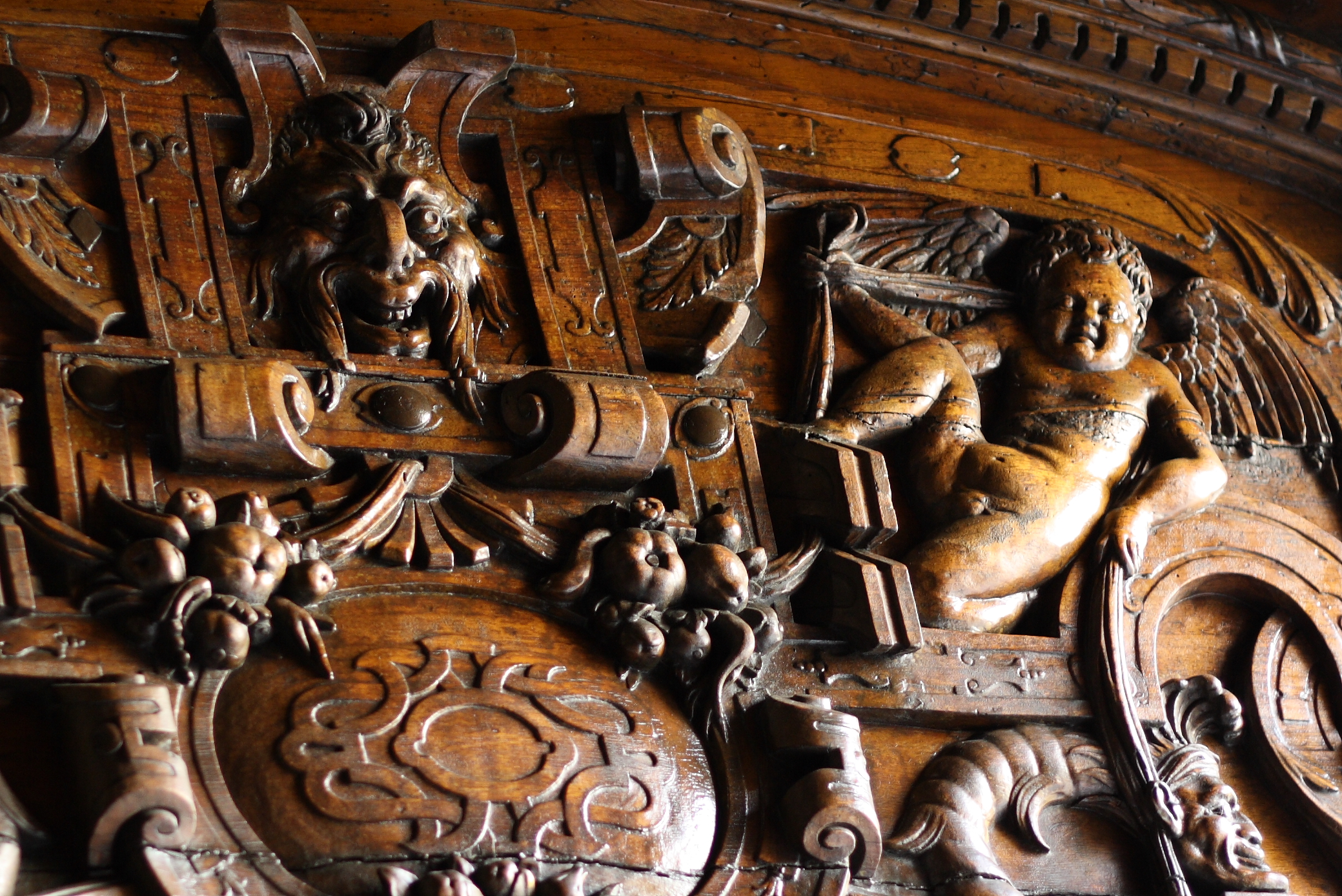
Detalle de las puertas monumentales de nogal de Antoine Vollard, 1551

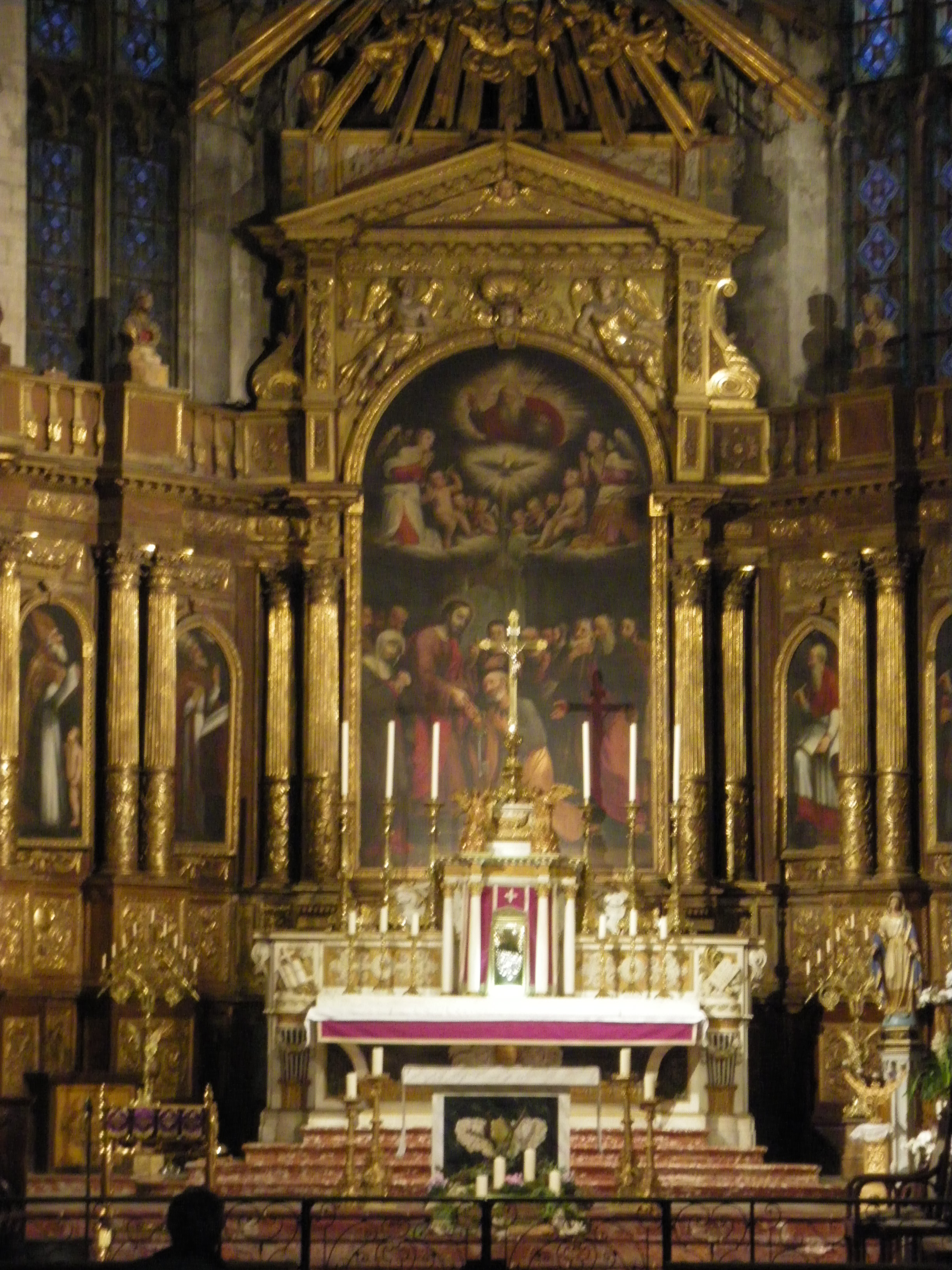
Retablo de François de Royers de la Valfenière 1634

De forma clásica, el interior tiene seis capillas laterales, además de pilas bautismales:
- Capilla de San Antonio de Padua;
- Capilla del  Beato Pedro de Luxemburgo (reliquias);
- Capilla del Sacré-Cœur;
- Capilla de San Pedro;
- Capilla de Nuestra Señora de Lourdes
- Capilla de san Juan Pablo II.

## Obras artísticas

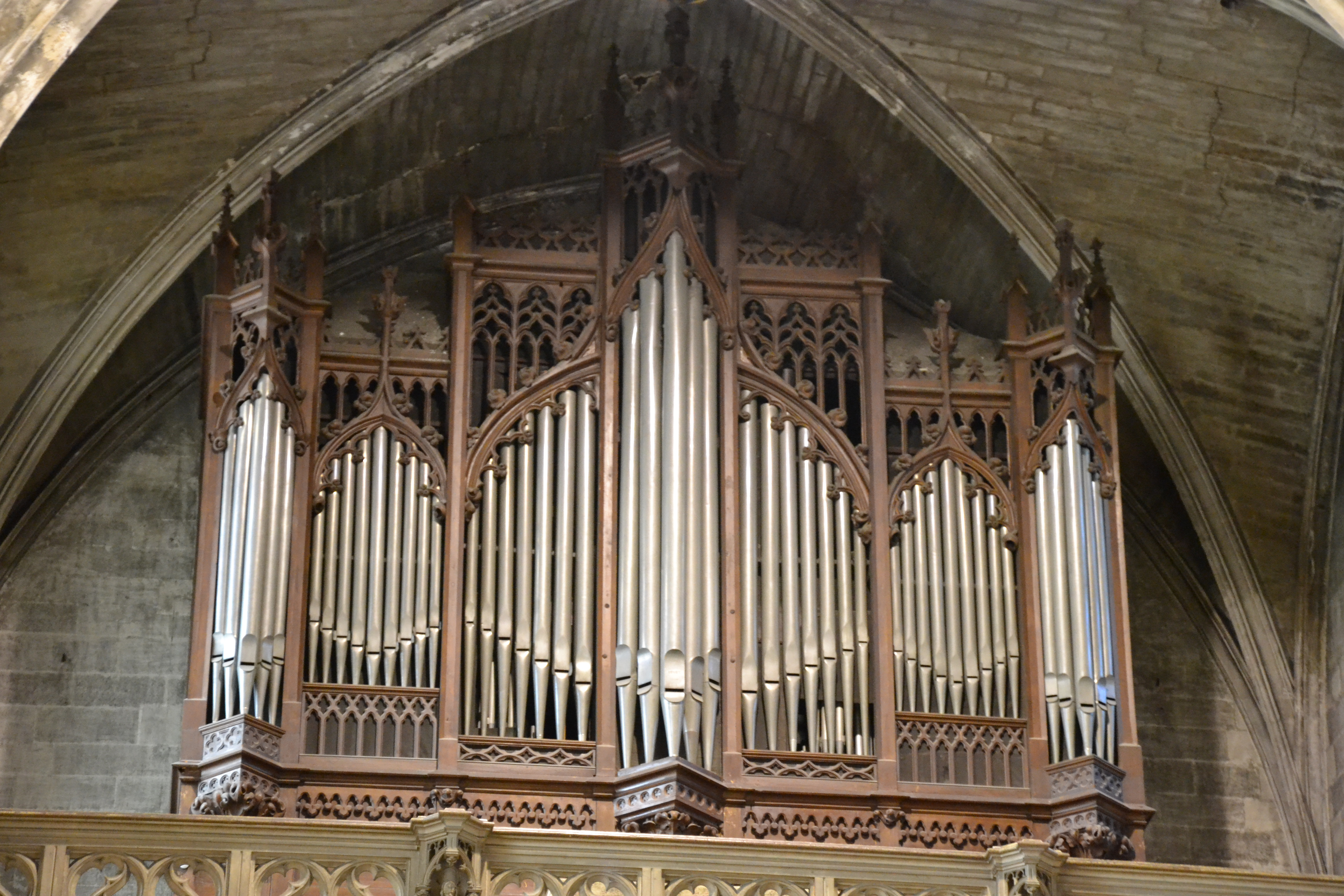
Gran órgano de la basílica Saint-Pierre, de Théodore Puget, 1863

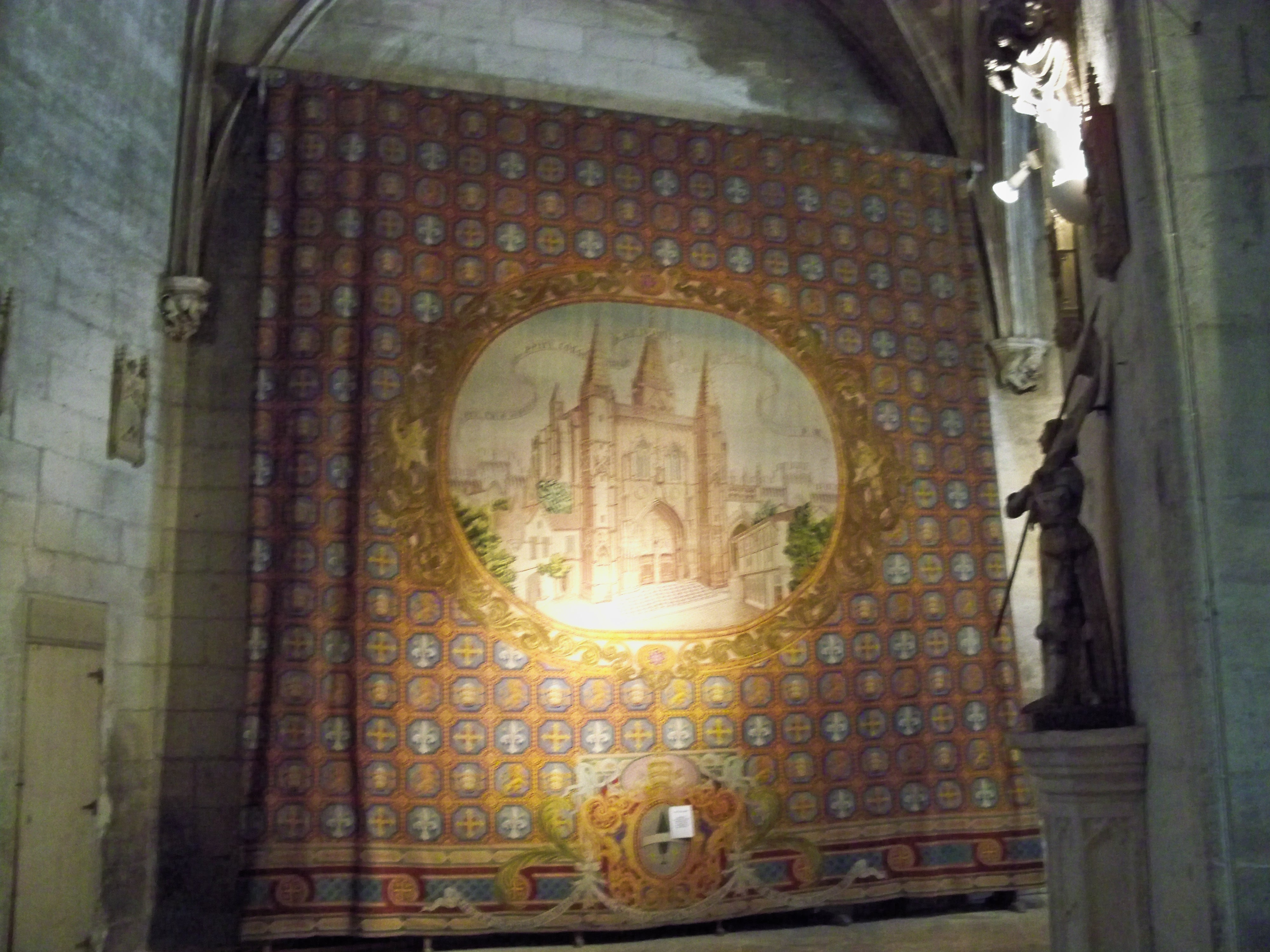
Tapiz del coro del

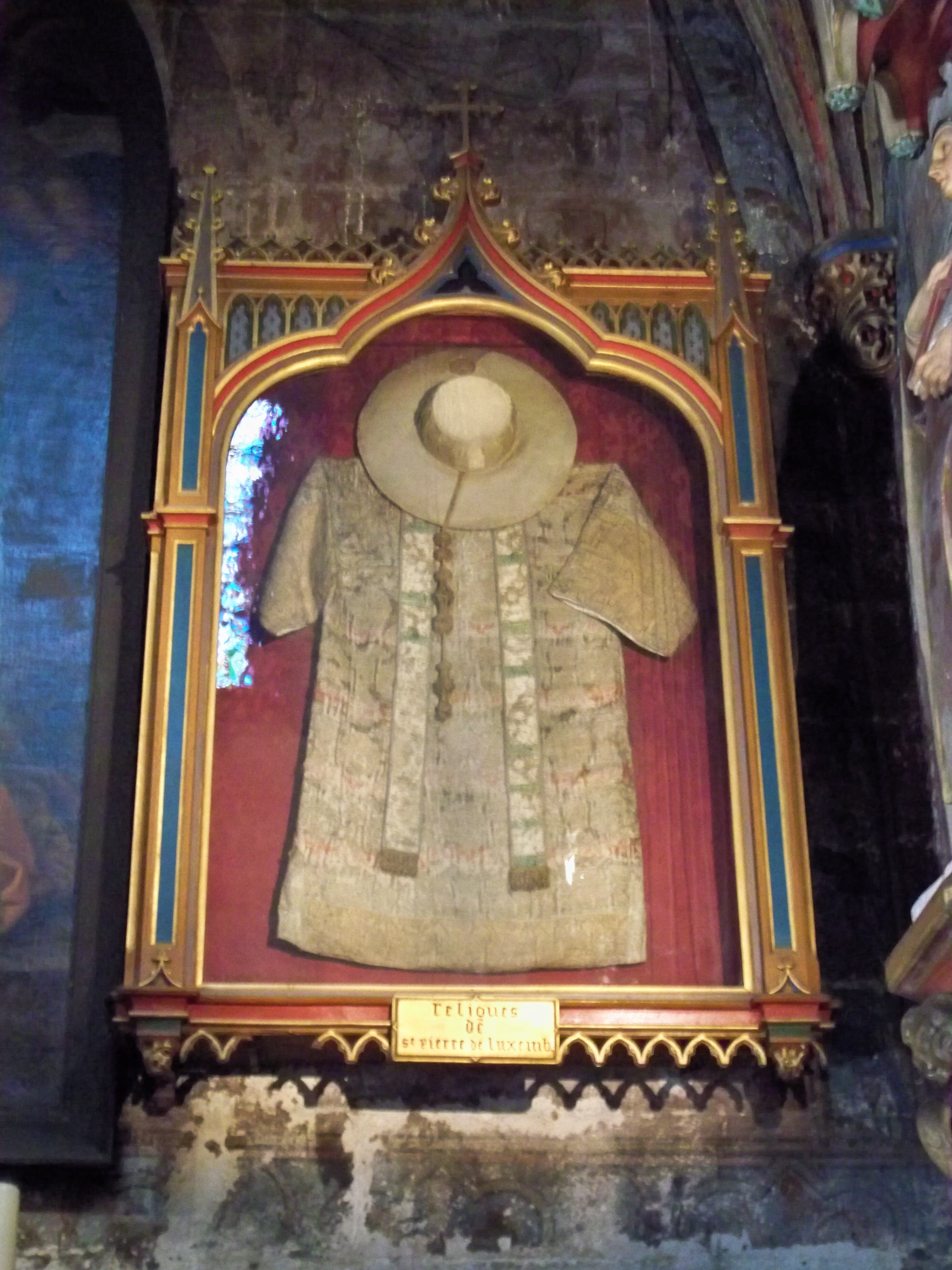
Reliquias del Bienheureux cardenal Pierre de Luxemburgo, dalmatique, étole et chapeau cardinalice,

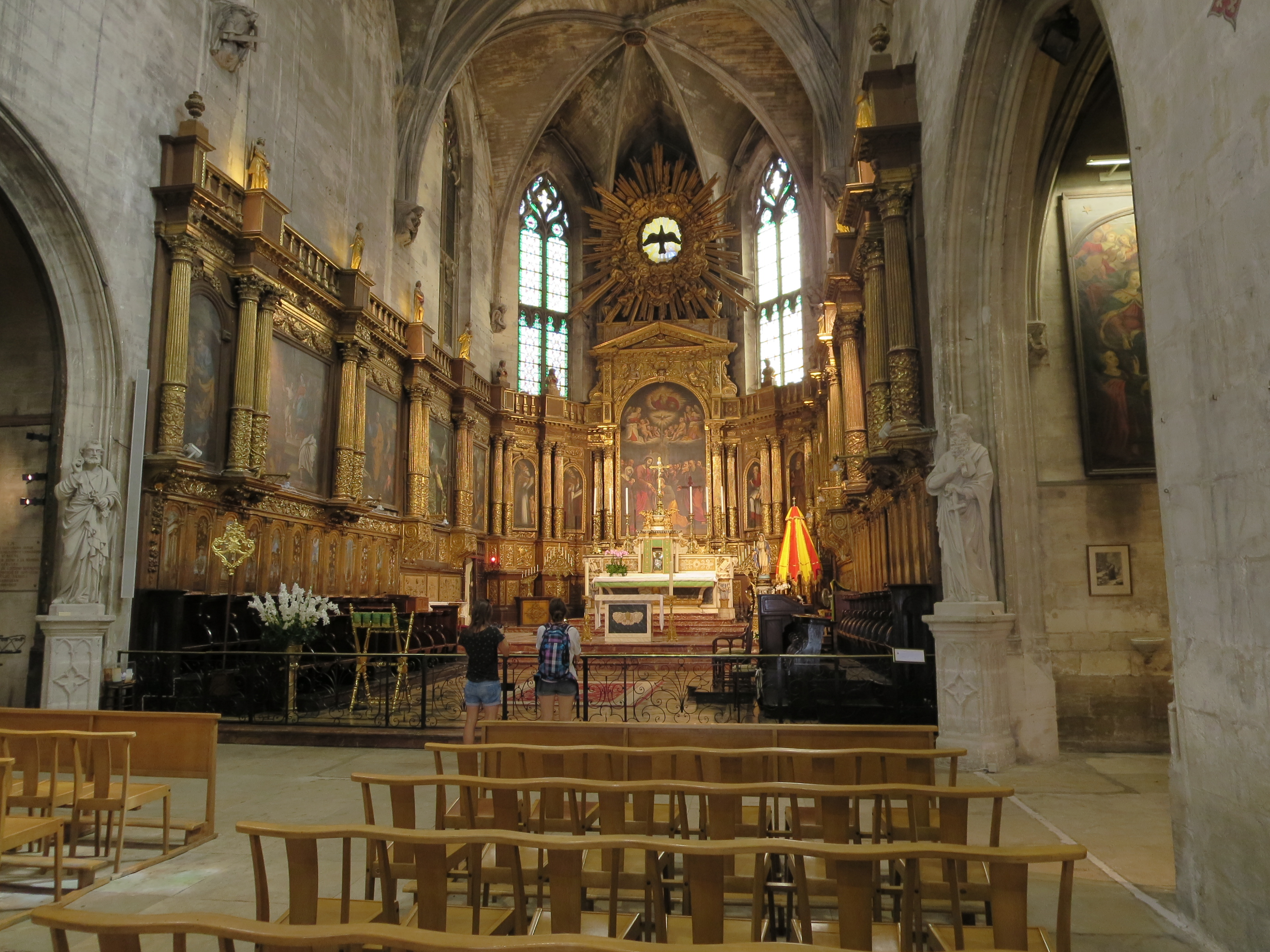
Coro en madera dorada del, dibujado por Etienne Martelange.

- Sainte Barbe et Sainte Marguerite adorant le Saint Sacrement de Nicolas Mignard (1652);
- L'Adoration des bergers y la l'Immaculée Conception de Simon de Châlons (hacia 1550);
- Boiseries dorées du chœur (1670) a partir de los dibujos de Fr. de la Valfenière;
- Retable de Perrinet Parpaille (1526);
- Altar en madera dorada del siglo XVIII, depósito de la Fundación Calvet;
- La mise au tombeau de la familia de los Galliens (1431);
- La Remise des clés à saint Pierre, Les quatre Docteurs de l'Église, 1634 de Guillaume Grève; trabajo de fin de carrera, el retablo principal de San Pedro cuenta con un tema ya tratado por Grève  hacía catorce años para la colegiata de Six-Fours, en el Var. A la evolución clásica del arte del maestro se añade la traza de la probable colaboración de su sobrino Guillaume.
- Saint Pierre marchant sur les eaux, de Pierre Duplan, 1589;
- La sainte Famille, sainte Agathe et sainte Marguerite, de Guillaume-Ernest Grève  (¿1614?);

Un antiguo altar mayor de la colegiata, del siglo XVII, está instalado ahora en la iglesia de Notre-Dame-de-Bon-Repos de Montfavet.